# Hans-Jürgen Döscher
Hans-Jürgen Döscher (né le 18 novembre 1943 à Eberswalde, province de Brandebourg) est un historien allemand, auteur de nombreux articles sur le nazisme et l'antisémitisme, principalement pour la Frankfurter Allgemeine Zeitung. Il a réalisé neuf documentaires télévisés, dont des émissions sur le ministre des Affaires étrangères Joachim von Ribbentrop dans la série Hitler's Helpers sur le réseau de télévision allemand ZDF en 1997.

## Biographie
Döscher a étudié l'histoire, les sciences politiques et les études romanes à Hambourg et à Bordeaux de 1968 à 1973. Il a obtenu son doctorat à l'Université de Hambourg. Depuis 2006, il est professeur honoraire d'histoire contemporaine à l'Université d'Osnabrück. Selon le magazine d'actualité Der Spiegel, ses deux études sur le ministère des Affaires étrangères au cours du Troisième Reich en 1987 constituent des « travaux de référence sur le ministère en temps de guerre ». Il est considéré comme l'autorité principale en Allemagne sur les événements du 9 novembre 1938 connus sous le nom  « Nuit de Cristal ».

## Publications
Monographies
- The Foreign Office during the Third Reich. Diplomacy in the shadow of the "Final Solution. » Siedler Verlag, Berlin, 1987,  (ISBN 3-88680-256-6).
- "Kristallnacht". The pogroms of November 1938. 1 Edition. Econ, Frankfurt, 1988,  (ISBN 3-550-07495-6).
- Conspirators society. The Federal Foreign Office under Adenauer between new beginning and continuity. Academy, Berlin 1995,  (ISBN 3-05-002655-3).
- Cliques. The repressed past the Foreign Ministry. Propylaea, Berlin 2005,  (ISBN 3-549-07267-8).
- "Struggle against Judaism". Gustav Stille 1845-1920. Anti-Semite in the German Empire. Metropol, Berlin 2008,  (ISBN 978-3-938690-90-1).

Contributions à des recueils
- Haase, Ludolf (Gauleiter), Schumburg, Emil (Diplomat) und Stille, Gustav (Geheimer Sanitätsrat). In: Handbuch des Antisemitismus. Judenfeindschaft in Geschichte und Gegenwart. Band 2: Personen in zwei Teilbänden. (A–K) und (L–Z). Hrsg. von Wolfgang Benz im Auftrag des Zentrums für Antisemitismusforschung. De Gruyter Saur, Berlin 2009,  (ISBN 978-3-598-24072-0).
- Neurath, Constantin Freiherr von. In: Neue Deutsche Biographie (NDB). Band 19, Duncker & Humblot, Berlin 1999,  (ISBN 3-428-00200-8), pp. 178 et suiv. (numérisé).